# Fire Country
Fire Country är en amerikansk dramaserie vars första säsong hade premiär den 7 oktober 2022. Första säsongen bestod av 22 avsnitt. Serien har blivit förnyad med en andra säsong. Serien är skapad av Tony Phelan, Joan Rater och Max Thieriot. Serien kommer att visas på TV4 Play med start 28 augusti 2023.

## Handling
Serien kretsar kring Bode Donovan som är dömd till fängelse. För att få sitt straff förkortat deltar han i ett brandbekämpningsprogram.

## Rollista i urval
- Max Thieriot - Bode Donovan
- Kevin Alejandro - Manny Perez
- Jordan Calloway - Jake Crawford
- Stephanie Arcila - Gabriela Perez
- Jules Latimer - Eve Edwards
- Diane Farr - Sharon Leone
- Billy Burke - Vince Leone
- W. Tré Davis - Freddy "Goat" Mills
- Michael Trucco - Luke Leone
- Jade Pettyjohn - Riley Leone
- Sabina Gadecki - Cara
- April Amber Telek - Dolly Burnet
- Aaron Pearl - Chief Paulie Burnett
- Zach Tinker - Collin O'Reilly/Alex Shawcross
- Katrina Reynolds - Cookie
- Karen LeBlanc - Dr. Lilly Crawford
- Fiona Rene - Rebecca Lee
- Ian Tracey - Wes